# Miguel Arteche
Miguel Arteche (Nueva Imperial, 4 de junho de 1926 – Santiago, 22 de julho de 2012) foi um poeta, romancista e ensaísta chileno.

## Prêmios
Miguel Arteche ganhou o Prêmio Nacional de Literatura do Chile em 1996.